# Eilean Musdile
Eilean Musdile, auch Mousedale, ist eine kleine, unbewohnte schottische Insel an der Grenze der Council Area Argyll and Bute. Es existieren zwei Anlegepunkte für Boote, sodass die Insel sowohl von Norden als auch aus südlicher Richtung angefahren werden kann. 1794 wurde ein Menhir an der Südküste der Insel vermerkt. Der unbehauene Granitblock ragte von einer Grundfläche von 90 cm × 60 cm bis in eine Höhe von 2,75 m. Er ist heute nicht mehr vorhanden und wurde wahrscheinlich während des Leuchtturmbaus entfernt.

## Geographie

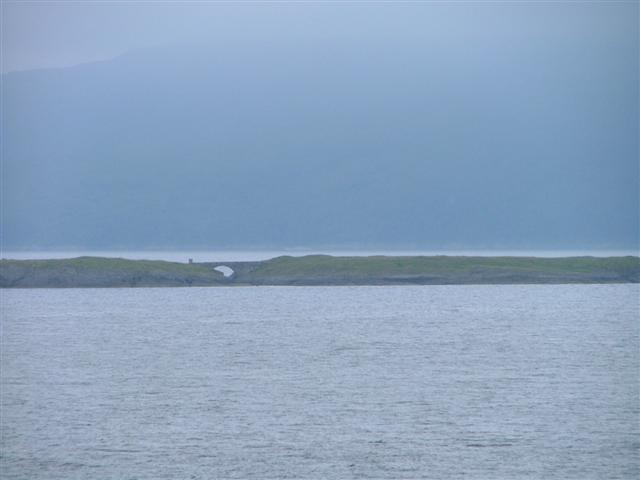
Brücke zwischen den beiden Inselteilen

Die Insel befindet sich am Schnittpunkt zwischen den Meerengen Firth of Lorne im Süden und dem Mull-Sund im Norden und dem Meeresarm Loch Linnhe. Sie ist nur durch eine etwa hundert Meter breite Wasserstraße von der nordöstlich gelegenen Insel Lismore getrennt, die bei Niedrigwasser fast trockenfällt. Der nächstgelegene Ort auf dem schottischen Festland ist die sieben Kilometer entfernte Südspitze der Halbinsel Morvern in Highland. Die Küste Argyll and Butes in der Umgebung von Oban liegt in acht Kilometern Entfernung.
Die Eilean Musdile weist eine längliche Form mit einer Länge von maximal 690 m und einer Breite von höchstens 140 m auf. Ihre Fläche beträgt rund 40.000 Quadratmeter. Eine Querfurche schnürt beinahe den Nordteil der Insel ab, sodass bei Hochwasser nur ein schmaler Grat beide Teile verbindet. An dieser Stelle befindet sich eine Brücke, die den sicheren Übergang bei allen Wasserständen ermöglicht.

## Lismore-Leuchtturm

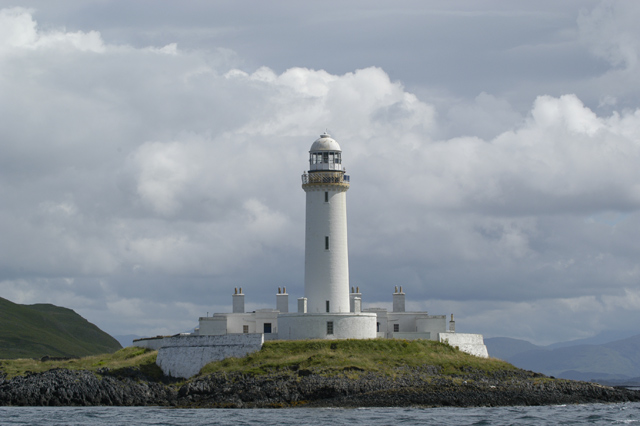
Lismore-Leuchtturm

1833 wurde nach mehrjähriger Bauzeit der Lismore-Leuchtturm in Betrieb genommen. Obschon sein Name auf die Nachbarinsel Lismore hindeutet, steht dieser an der Südspitze der Eilean Musdile. Der 26 m hohe Turm wurde 1965 modernisiert und automatisiert und ist seit 1971 in die höchste schottische Denkmalkategorie A eingeordnet. Er strahlt alle zehn Sekunden ein weißes Signal ab. Die Baukosten des von Robert Stevenson geplanten Bauwerks betrugen damals 4260 £.